# Hellade de Tarse
Hellade, né à une date inconnue et mort en 450, est un moine grec, nommé évêque de Tarse en Cilicie ; il soutient les prises de position du patriarche de Constantinople Nestorius et est condamné au concile d'Éphèse en 431. Il revient à l'orthodoxie et signe l'anathème contre Nestorius.
Il a laissé quelques lettres, dont six sont conservées.

## Œuvres conservées
- Clavis Patrum Græcorum 6435-6443